# John Adolphus Etzler
John Adlphus Etzler (1791-1846) est un utopiste et inventeur américain d'origine allemande installé à Pittsburgh, Pennsylvanie, en 1831 ayant publié à Londres en 1833 un texte intitulé The Paradise within the Reach of all Men, without Labour, by Powers of Nature and Machinery. An Address to all intelligent Men. Résolument scientiste et inspiré par le fouriérisme, Etzler y décrit la possibilité de créer un monde sans peine ni misère grâce à l'utilisation adéquate de la technique. Pour lui, les problèmes de production et de distribution pourraient disparaître si l'Homme décidait d'utiliser la science afin d'améliorer ses conditions de vie. Etzler croyait que son projet pourrait être mis en place en moins de dix ans si les hommes étaient prêts à entreprendre un tel projet. 
Etzler y imagine des îles flottantes pouvant être dirigées sur les océans, anticipe l'introduction de l'avion comme moyen de transport et la présence d’ascenseurs dans les édifices.   

## Réception
Le texte d'Etzler est vivement critiqué par Thoreau dans un texte intitulé : « Un paradis à reconquérir ». Ce texte a été publié en 1842 dans le journal The united States Magazine and Democratic Review de novembre 1843.

## Publications
Note : tous les textes publiés par Etzler sont en anglais.
- The Paradise within the Reach of all Men, without Labor, by Powers of Nature and Machinery: An Address to all intelligent men, in two parts (1833)
- Machinery (1833)
- The New World or Mechanical System (1841)
- Description of the Naval Automaton, Invented by J. A. Etzler (1841?2?)
- Dialogue on Etzler's Paradise: Between Messrs. Clear, Flat, Dunce, and Grudge (1842)
- Emigration to the Tropical World, for the Melioration of All Classes of People of All Nations (1844)
- Two Visions of J. A. Etzler (1844)